# Zápisky mladého lékaře

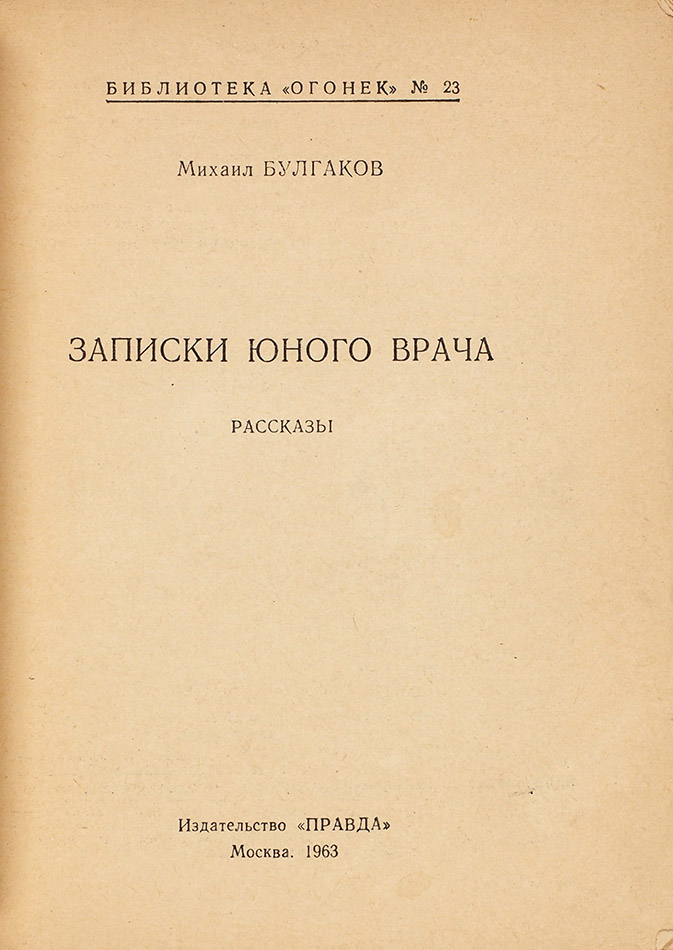
Titulní strana prvního vydání

Zápisky mladého lékaře (rusky Записки юного врача, Zapiski junogo vrača), též Zápisník venkovského lékaře, je povídkový cyklus ruského spisovatele Michaila Bulgakova. Povídky vznikly v letech 1925–1926 a jsou inspirovány Bulgakovovými zážitky, které získal jako čerstvě promovaný mladý lékař v letech 1916–1918, když vykonával praxi v malé vesnické nemocnici ve Smolenské gubernii v revolučním Rusku. Povídky původně vycházely v dobových ruských lékařských časopisech a později byly zpracovány do knižní podoby. Kniha byla vydána až po autorově smrti.
Soubor vyšel také v anglicky mluvících zemích. První anglický překlad pořídil Michael Glenny a vyšel v nakladatelství Harvill Press v roce 1975, novější překlad (Oneworld Classics, 2011) pořídil Hugh Aplin.